# 재회 (요코세키 다이)
《재회》(일본어: 再会)는 요코세키 다이에 의한 일본의 추리 소설이다.
제56회 에도가와 란포상을 수상한 요코세키의 데뷔작으로. 수상시의 제목은 「재회의 타임 캡슐」에서 2002년부터 8년 연속으로 응모 수상에 이르렀다. 2012년에 에구치 요스케 주연으로 텔레비전 드라마화되었다.

## 줄거리
이와모토 마키코, 키요하라 케이스케, 사쿠마 나오히토, 히나 준이치의 이 4명은 초등학교 졸업식 전날에 자신들의 비밀을 숨긴 타임 캡슐을 교정에 묻는다.
23년 후, 미용실을 경영하는 마사코는 슈퍼 점장·사쿠마 히데유키에게 아들 마사키가 도둑을 했다고 호출 받게 된다. 사립 중학교에 진학이 정해져 있는 아들을 걱정하는 마사코를 지켜보는 사쿠마는 금전을 요구한다. 도쿄에 사는 전 남편 케이스케와 상담해, 케이스케에게 돈을 전달하러 간 사쿠마는 이제는 마사코의 육체를 요구해 온다. 다음날 밤, 어떻게든 돈으로 사건을 마무리하려고 거래 현장으로 향한 케이스케는 사쿠마의 시체를 발견하지만 자신이 의심을 받을까 두려워 신고하지 않고 그만 달아나 버린다.
다음날, 사쿠마의 사체가 발견 돼 경찰의 조사에 의해 사쿠마의 사인이 사살으로 밝혀지고 흉기 권총이 23년 전에 주재 경찰관이었던 케이스케의 아버지가 순직할 때 사용된 것과 같은 것임이 판명된다. 그 권총은 사실은 예전의 타임 캡슐에 넣은 것... 내용도 매장 위치도 알고 있는 사람은 이 4명뿐. 누가 타임 캡슐를 파느냐? 23년의 시간을 거쳐, 4명 각자가 가지고 온 마음은 어둠에 빛이 비치는데...

## 텔레비전 드라마
실사화 된 텔레비전 드라마는 2012년 12월 8일 후지 TV의 〈토요 프리미엄〉 시간대(21:00-23:30)에 "대형 신비 특별 기획"라는 타이틀로 방영되었다.

### 등장 인물
- 히나 준이치 - 에구치 요스케
- 이와모토 마키코 - 토키와 타카코
- 키요하라 케이스케 - 츠츠미 신이치
- 사쿠마 나오히토 - 카가와 테루유키
- 마츠모토 히로미 - 나가사와 마사미
- 미나미 스즈 - 키타무라 유키야
- 모리타 쇼지 - 진보 사토시
- 아오키 코토노 - 아이자와 사요
- 코스기 후사노리 - 기타무라 소이치로
- 이와모토 마사키 - 카토 세이시로
- 사쿠마 히데유키 - 스기모토 텟타

## 제작진
- 각본 - 하시모토 히로시
- 연출 - 이시이 유스케
- 음악 - 카미사카 코스케
- 음악 프로듀서 - 시다 히로히데
- 기획 - 나리카와 히로아키
- 프로듀서 - 시미즈 카즈유키
- 어소시에이트 프로듀서 - 오구라 히사오
- 제작 협력 - 교도 TV
- 제작 저작권 - 후지 TV